# Jairo Duque Pérez
Jairo Duque Pérez (El Carmen de Viboral, 17 de diciembre de 1924 - Medellín 2 de junio de 1993) fue un abogado y docente colombiano.

## Biografía
Bachiller en el Liceo de la Universidad de Antioquia en 1945. Egresado de abogado de la Facultad de Derecho y Ciencias Políticas en 1950, profesor de la cátedra de derecho administrativo primero y luego de teoría general de las obligaciones. Fue Decano ocasional de la Facultad de Derecho y profesor titular de la Universidad de Antioquia y en la Universidad de Medellín. Fue en dos periodos personero del municipio de Medellín y fue juez municipal, luego magistrado del Tribunal Superior de Antioquia y  magistrado de la Corte Suprema de Justicia se retiró de la entidad por límite de edad. Fue asesor jurídico de la Empresa de Transporte Masivo del Valle de Aburrá (Etmva) y del Metro de Medellín.
Fue secuestrado por el Ejército de Liberación Nacional (ELN) en 1972,y en otra ocasión por las Fuerzas Armadas Revolucionarias de Colombia - Ejército del Pueblo (FARC-EP).
Estaba casado con Teresa Saldarriaga, y tuvieron cinco hijos.

## Muerte
Fue asesinado en Medellín por sicarios, cuando se dirigía a su residencia el 2 de junio de 1993.